# Patrik Sylvegård
Patrik Sylvegård, född 10 juli 1966 i Örebro är en svensk före detta ishockeyspelare. Han är en av Malmö Redhawks mest framstående spelare genom tiderna och var känd för sin beslutsamma, tuffa spelstil och sitt hårda skott.
Sedan säsongen 2012/2013 är Sylvegård VD i Malmö Redhawks. Han var även sportchef fram tills den 1 maj 2022 när Björn Liljander tog över rollen.
Patrik Sylvegård är far till Emil, Hampus och Marcus Sylvegård, alla tre aktiva inom svensk ishockey. Emil och Marcus som spelare i SHL medan Hampus är tränare i Hockeyallsvenskan.

## Klubbar
- Örebro IK 1984/1985 - 1986/1987
- MIF Redhawks 1987/1988 - 1998/1999
- Limhamn Limeburners HC 2001/2002